# Retrotransposão

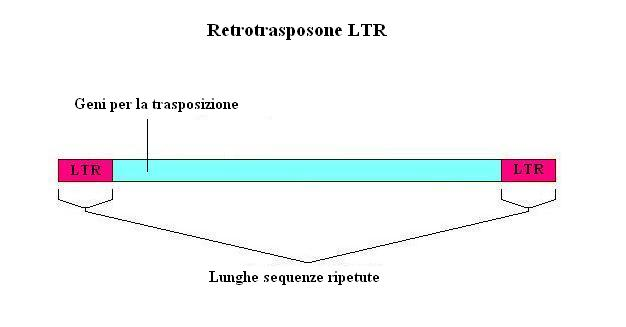
Um retrotransposão LTR

Retrotransposões são elementos genéticos que se podem amplificar a eles próprios num genoma, sendo componentes frequentes em muitos organismos eucariotas. São uma subclasse de transposões. São particularmente abundantes em plantas, onde muitas vezes são o principal componente do ADN nuclear. No milho, 49-78% do genoma é compostos por retrotransposões. No trigo, cerca de 90% é composto por sequências repetitivas e 68% por elementos transponíveis. Nos mamíferos, cerca de metade do genoma (45% a 48%) é composto por transposões ou reminiscentes de transposões. Cerca de 42% do genoma humano é composto de retrotransposões, enquanto que os transposões de ADN perfazem cerca de 2-3%. Isto traduz-se em milhões de elementos, pelo que para gene no genoma humano existe, em média, cerca de 3 retrotransposões.